# Tour de France 2017 – 2. etapa
Druhá etapa Tour de France 2017 se jela v neděli 2. července. Start byl v německém Düsseldorfu a cíl byl v belgickém Lutychu. Byla to 203,5 km dlouhá rovinatá etapa s dvěma horskými prémiemi 4. kategorie.  V závěrečném spurtu zvítězil Němec Marcel Kittel.

## Prémie
6,5. km  – Côte de Grafenberg (4)
- 1. Taylor Phinney – 1

82,5. km  – Mönchengladbach
- 1. Thomas Boudat – 20
- 2. Taylor Phinney – 17
- 3. Laurent Pichon – 15
- 4. Yoann Offredo – 13
- 5. Alexander Kristoff – 11
- 6. Sonny Colbrelli – 10
- 7. Michael Matthews – 9
- 8. Arnaud Démare – 8
- 9. Peter Sagan – 7
- 10. Marcel Kittel – 6
- 11. André Greipel – 5
- 12. Mark Cavendish – 4
- 13. Ben Swift – 3
- 14. Rick Zabel – 2
- 15. Mike Teunissen – 1

183. km  – Côte d'Olne (4)
- 1. Taylor Phinney – 1

## Pořadí

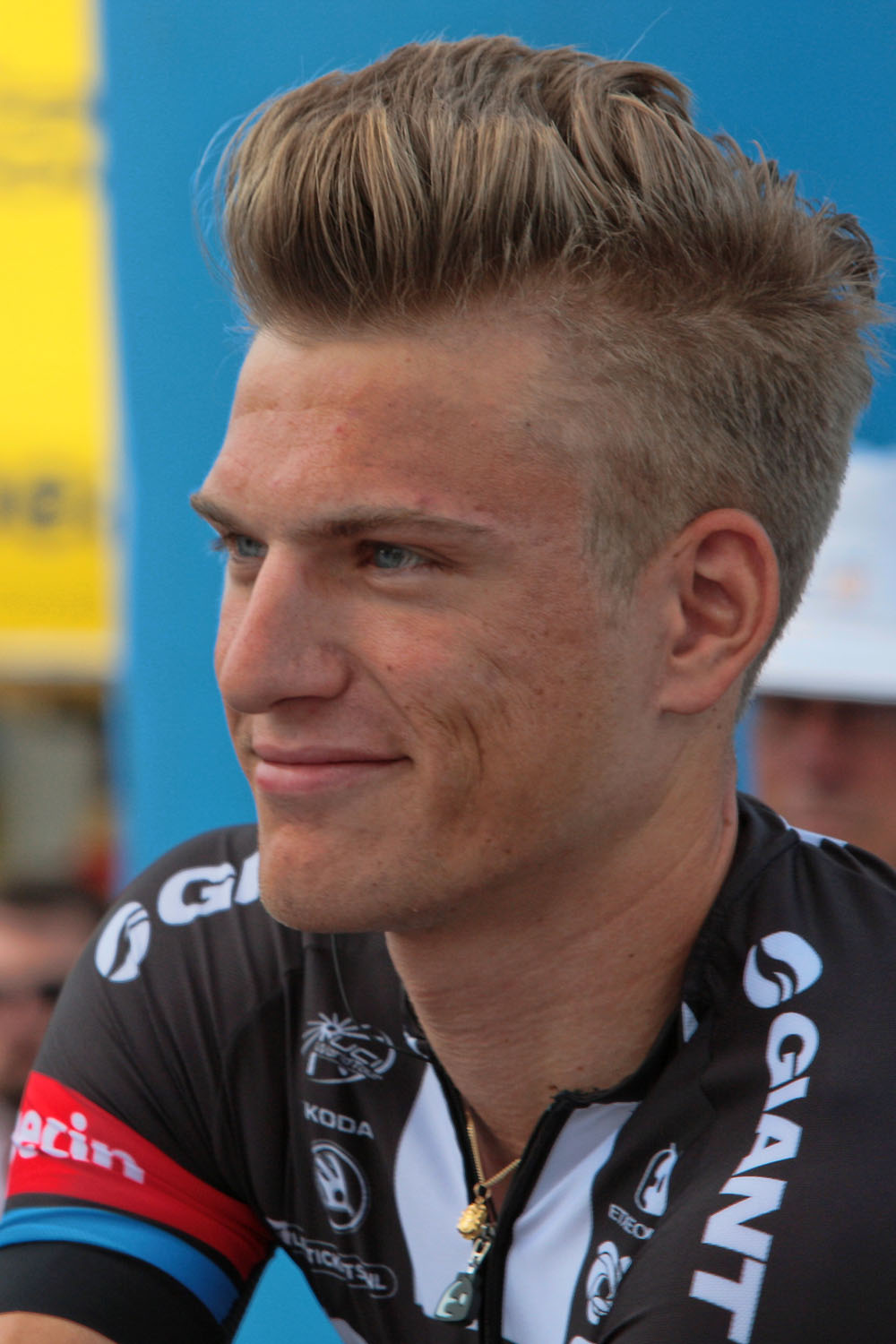
Marcel Kittel, vítěz etapy

| #    | Jméno             | Nár.               | Stáj              | Čas         |
| ---- | ----------------- | ------------------ | ----------------- | ----------- |
| 1.   | Marcel Kittel     | Německo            | Quick-Step Floors | 04h 37' 06" |
| 2.   | Arnaud Démare     | Francie            | FDJ               | + 0' 00"    |
| 3.   | André Greipel     | Německo            | Lotto Soudal      | + 0' 00"    |
| 4.   | Mark Cavendish    | Spojené království | Dimension Data    | + 0' 00"    |
| 5.   | Dylan Groenewegen | Nizozemsko         | LottoNL           | + 0' 00"    |
| 6.   | Sonny Colbrelli   | Itálie             | Bahrain Merida    | + 0' 00"    |
| 7.   | Ben Swift         | Spojené království | UAE               | + 0' 00"    |
| 8.   | Nacer Bouhanni    | Francie            | Cofidis           | + 0' 00"    |
| 9.   | Michael Matthews  | Austrálie          | Sunweb            | + 0' 00"    |
| 10.  | Peter Sagan       | Slovensko          | Bora              | + 0' 00"    |
|      |                   |                    |                   |             |
| 59.  | Roman Kreuziger   | Česko              | Orica-Scott       | + 0' 00"    |
| 72.  | Zdeněk Štybar     | Česko              | Ouick-Step Floors | + 0' 00"    |
| 144. | Ondřej Cink       | Česko              | Bahrain Merida    | + 0' 00"    |

### Nedokončili
| #  | Jméno          | Nár.      | Stáj        | Důvod                           |
| -- | -------------- | --------- | ----------- | ------------------------------- |
| 83 | Luke Durbridge | Austrálie | Orica-Scott | Následek pádu z předchozí etapy |

## Trikoty

### Celkové pořadí

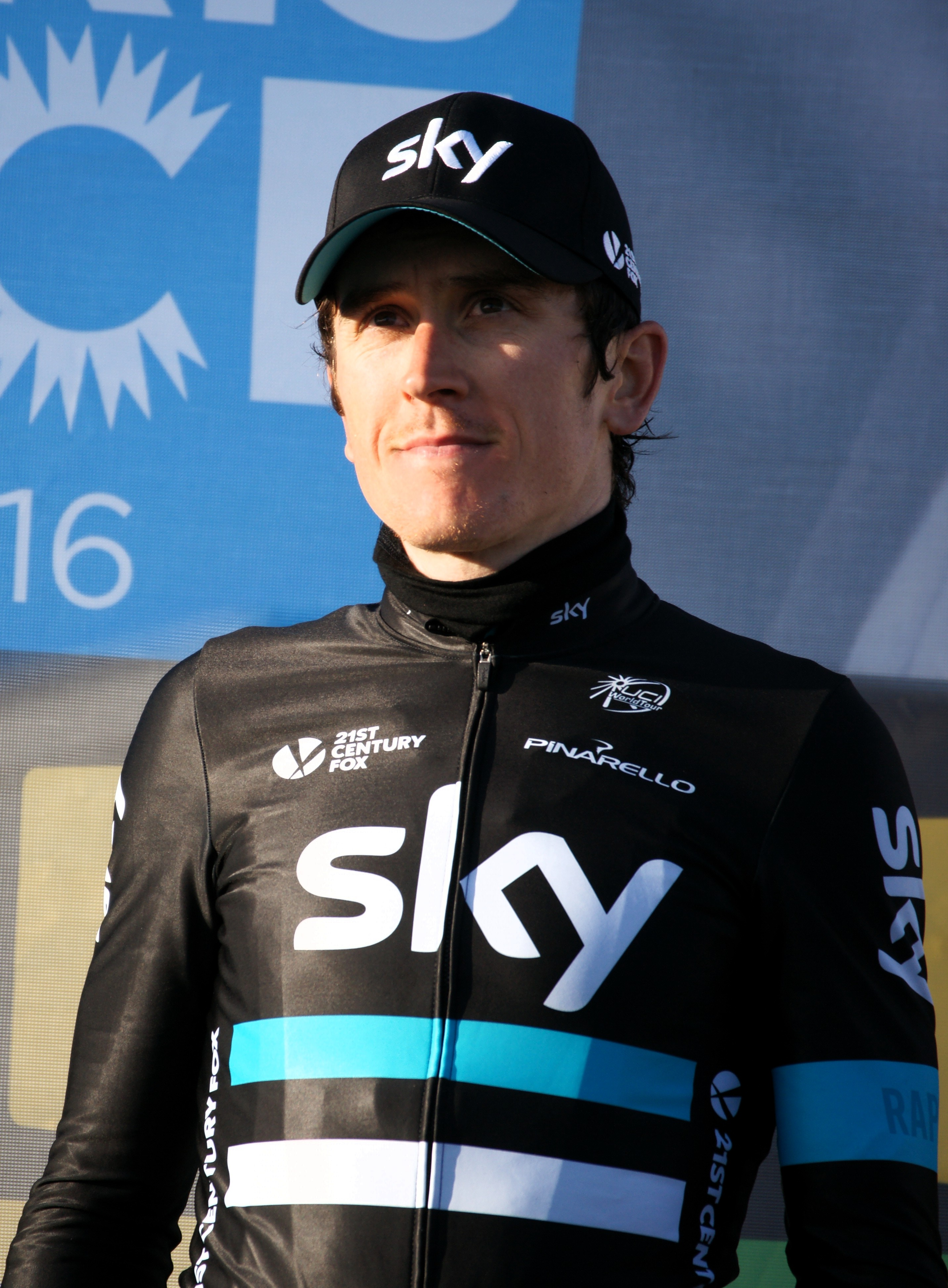
Geraint Thomas, lídr závodu

| #    | Jméno                | Nár.               | Stáj              | Čas         |
| ---- | -------------------- | ------------------ | ----------------- | ----------- |
| 1.   | Geraint Thomas       | Spojené království | Sky               | 04h 53' 10" |
| 2.   | Stefan Küng          | Švýcarsko          | BMC               | + 0' 05"    |
| 3.   | Marcel Kittel        | Německo            | Quick-Step Floors | + 0' 06"    |
| 4.   | Vasilij Kiryjenka    | Bělorusko          | Sky               | + 0' 07"    |
| 5.   | Matteo Trentin       | Itálie             | Quick-Step Floors | + 0' 10"    |
| 6.   | Chris Froome         | Spojené království | Sky               | + 0' 12"    |
| 7.   | Jos van Emden        | Nizozemsko         | LottoNL           | + 0' 15"    |
| 8.   | Michał Kwiatkowski   | Polsko             | Sky               | + 0' 15"    |
| 9.   | Edvald Boasson Hagen | Norsko             | Dimension Data    | + 0' 16"    |
| 10.  | Nikias Arndt         | Německo            | Sunweb            | + 0' 16"    |
|      |                      |                    |                   |             |
| 28.  | Zdeněk Štybar        | Česko              | Ouick-Step Floors | + 0' 39"    |
| 71.  | Roman Kreuziger      | Česko              | Orica-Scott       | + 0' 56"    |
| 106. | Ondřej Cink          | Česko              | Bahrain Merida    | + 1' 13"    |

### Bodovací závod

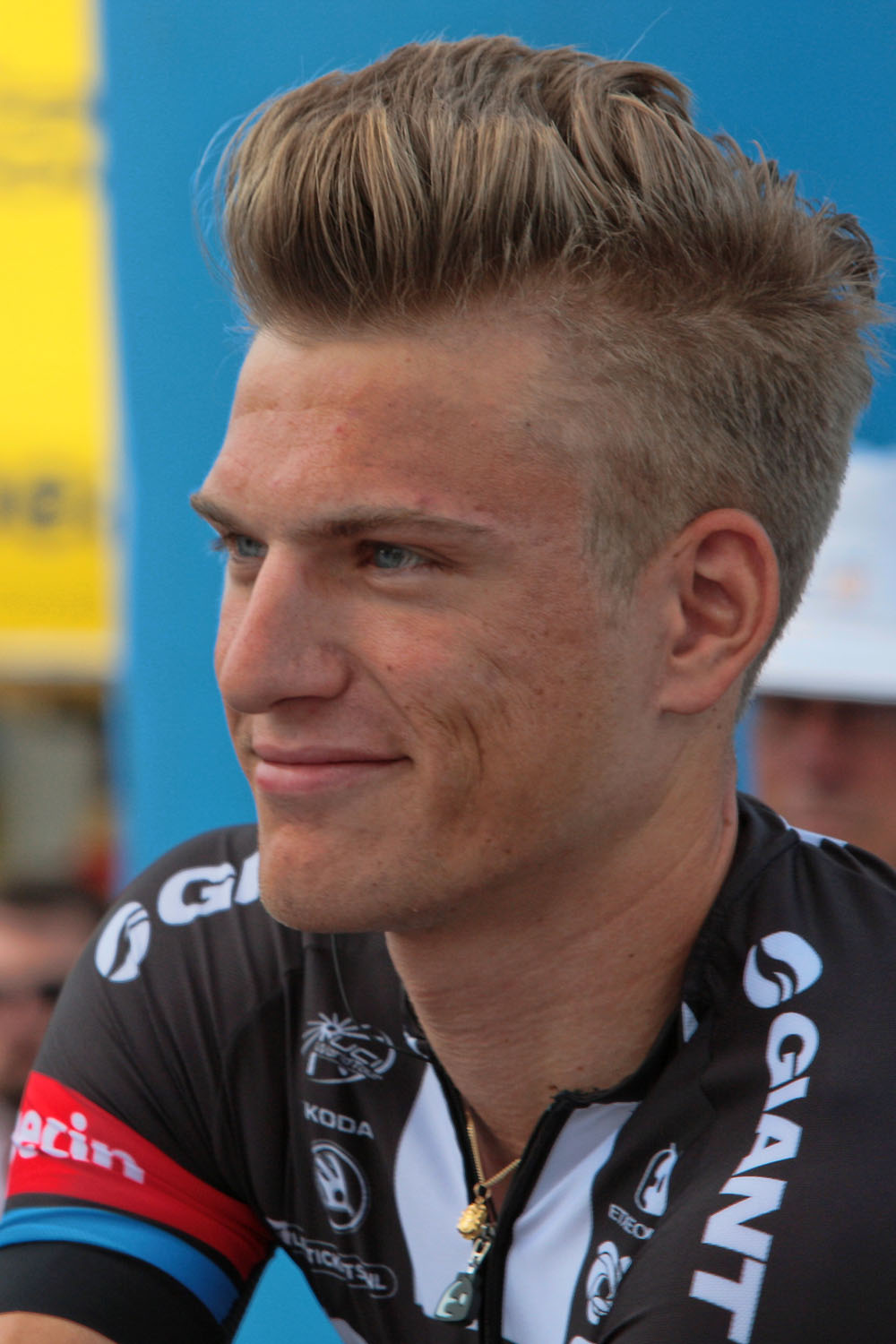
Marcel Kittel, lídr bodovacího závodu

| #   | Jméno            | Nár.               | Stáj              | Body |
| --- | ---------------- | ------------------ | ----------------- | ---- |
| 1.  | Marcel Kittel    | Německo            | Quick-Step Floors | 63   |
| 2.  | Arnaud Démare    | Francie            | FDJ               | 38   |
| 3.  | André Greipel    | Německo            | Lotto Soudal      | 25   |
| 4.  | Sonny Colbrelli  | Itálie             | Bahrain Merida    | 24   |
| 5.  | Mark Cavendish   | Spojené království | Dimension Data    | 22   |
| 6.  | Taylor Phinney   | USA                | Cannondale        | 21   |
| 7.  | Geraint Thomas   | Spojené království | Sky               | 20   |
| 8.  | Thomas Boudat    | Francie            | Direct Energie    | 20   |
| 9.  | Stefan Küng      | Švýcarsko          | BMC               | 17   |
| 10. | Michael Matthews | Austrálie          | Sunweb            | 17   |
|     |                  |                    |                   |      |
| —   | Zdeněk Štybar    | Česko              | Ouick-Step Floors | 0    |
| —   | Roman Kreuziger  | Česko              | Orica-Scott       | 0    |
| —   | Ondřej Cink      | Česko              | Bahrain Merida    | 0    |

### Vrchařský závod

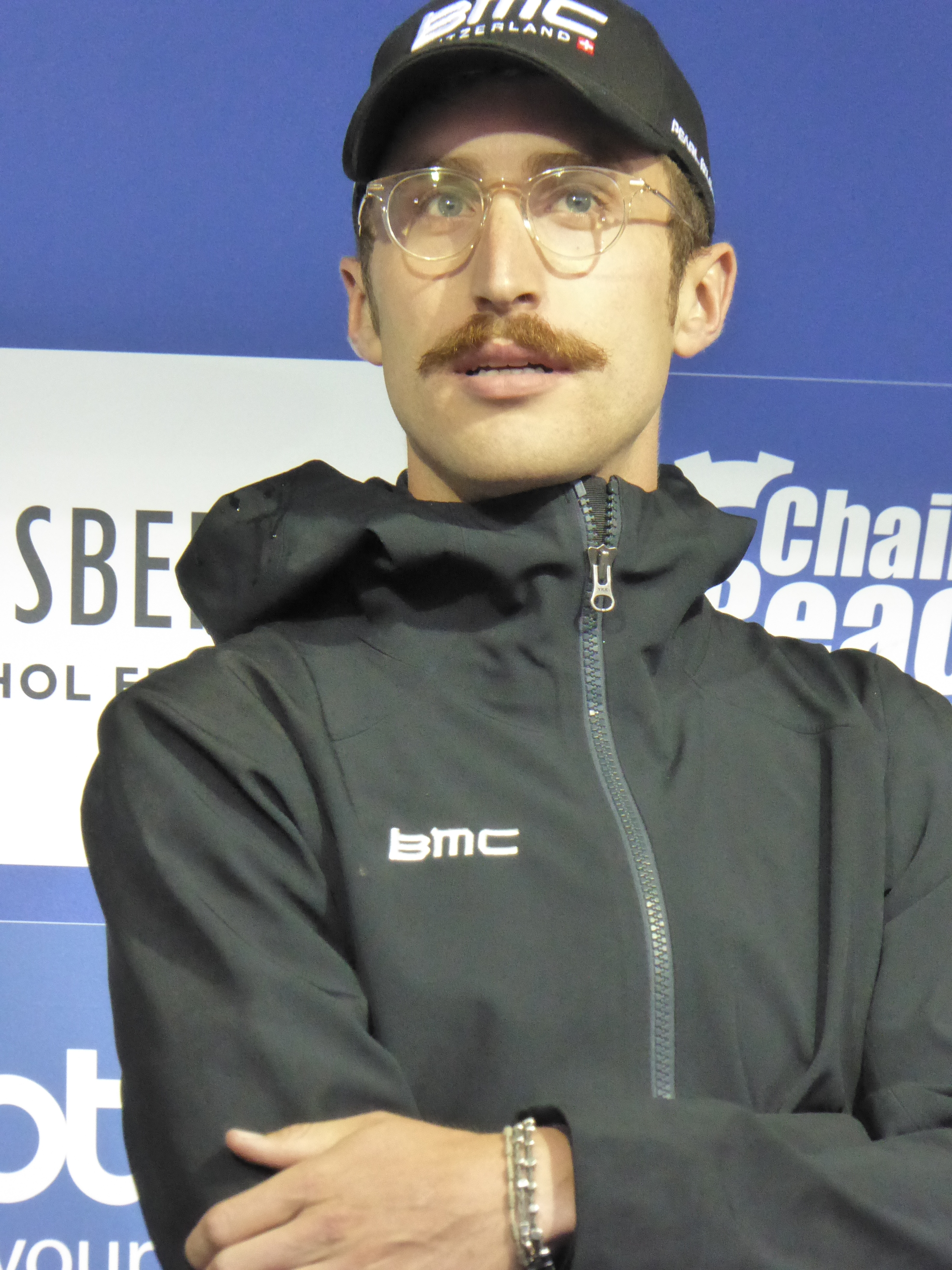
Taylor Phinney, nejlepší vrchař

| #  | Jméno           | Nár.  | Stáj              | Body |
| -- | --------------- | ----- | ----------------- | ---- |
| 1. | Taylor Phinney  | USA   | Cannondale        | 2    |
|    |                 |       |                   |      |
| —  | Zdeněk Štybar   | Česko | Ouick-Step Floors | 0    |
| —  | Roman Kreuziger | Česko | Orica-Scott       | 0    |
| —  | Ondřej Cink     | Česko | Bahrain Merida    | 0    |

### Nejlepší mladý jezdec

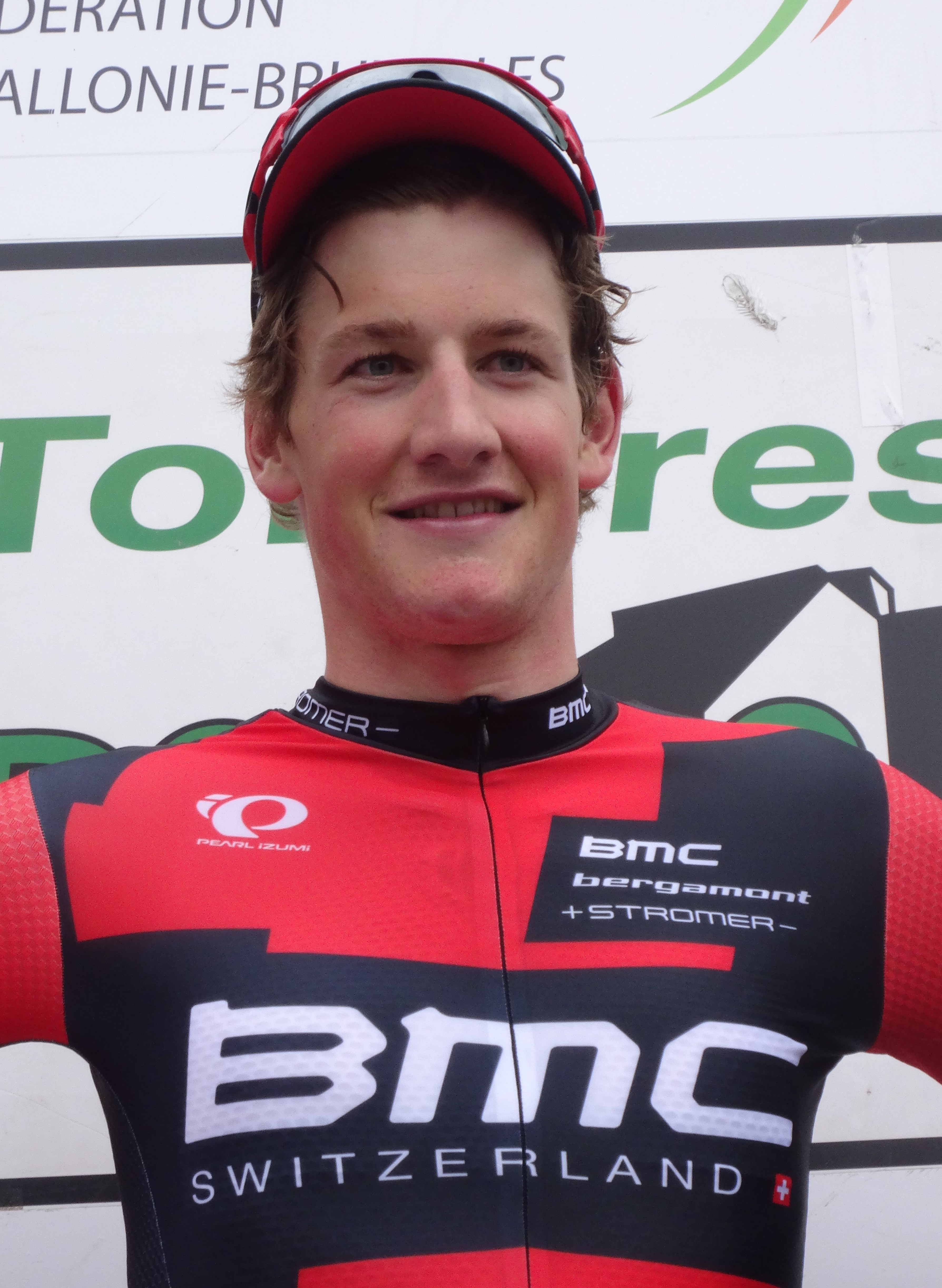
Stefan Küng, nejlepší mladý jezdec

| #   | Jméno               | Nár.               | Stáj           | Čas         |
| --- | ------------------- | ------------------ | -------------- | ----------- |
| 1.  | Stefan Küng         | Švýcarsko          | BMC            | 04h 53' 15" |
| 2.  | Pierre-Roger Latour | Francie            | AG2R           | + 0' 20"    |
| 3.  | Alexej Lucenko      | Kazachstán         | Astana         | + 0' 24"    |
| 4.  | Timo Roosen         | Nizozemsko         | LottoNL        | + 0' 29"    |
| 5.  | Simon Yates         | Spojené království | Orica-Scott    | + 0' 32"    |
| 6.  | Emanuel Buchmann    | Německo            | Bora-Hansgrohe | + 0' 35"    |
| 7.  | Jasha Sütterlin     | Německo            | Movistar       | + 0' 36"    |
| 8.  | Mike Teunissen      | Nizozemsko         | Sunweb         | + 0' 36"    |
| 9.  | Nils Politt         | Německo            | Kaťuša         | + 0' 36"    |
| 10. | Damien Howson       | Austrálie          | Orica-Scott    | + 0' 38"    |

### Nejlepší tým
| #   | Stáj              | Čas         | Česko     |
| --- | ----------------- | ----------- | --------- |
| 1.  | Team Sky          | 14h 39' 49" |           |
| 2.  | Quick-Step Floors | + 0' 37"    | Štybar    |
| 3.  | Team Sunweb       | + 0' 58"    |           |
|     |                   |             |           |
| 10. | Orica-Scott       | + 1' 19"    | Kreuziger |
| 18. | Bahrain Merida    | + 2' 36"    | Cink      |

### Bojovník etapy

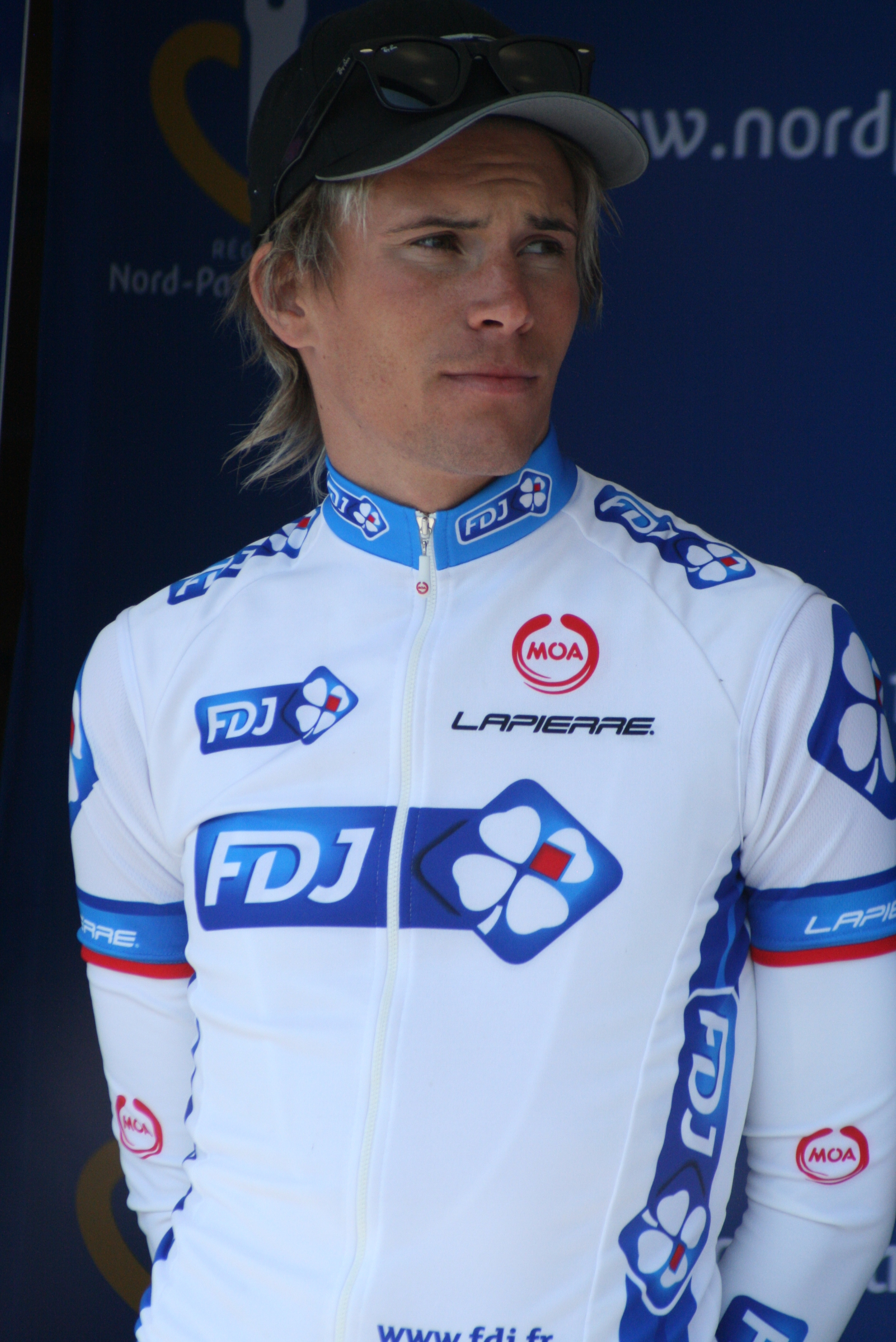
Yoann Offredo, bojovník etapy

| Jméno         | Nár.    | Stáj                  |
| ------------- | ------- | --------------------- |
| Yoann Offredo | Francie | Wanty - Groupe Gobert |